# Nowy Targ
Nowy Targ (Duits: Neumarkt am Dohnst) is een stad in het Poolse woiwodschap Klein-Polen, gelegen in de powiat Nowotarski aan de rivier de Dunajec. De oppervlakte bedraagt 51,07 km², het inwonertal 33.460 (2016).

## Geschiedenis
Nowy Targ kreeg in 1346 stadsrechten van Casimir III van Polen. Na de eerste Poolse deling in 1770 werd Nowy Targ ingelijfd bij Oostenrijk. Het Verdrag van Versailles (1919) kende Nowy Targ weer aan Polen toe. Van 1939 tot 1945 behoorde de stad weer tot Duitsland.

## Verkeer en vervoer
- Station Nowy Targ
- Station Nowy Targ Fabryczny

## Onderwijs
- Podhalańska Państwowa Wyższa Szkoła Zawodowa[dode link]

## Politiek

### Partnersteden
- Radevormwald (Duitsland)
- Évry (Frankrijk)
- Roverbella (Italië)
- Kežmarok (Slowakije)

## Sport

### Sportclubs

#### IJshockey
- Podhale Nowy Targ

## Geboren
- Józef Wesołowski (1948-2015), aartsbisschop, wegens pedofilie teruggezet in de lekenstand
- Tomasz Świst (1974), schaatser
- Dawid Kubacki (1990), schansspringer